# Heinrich-Joachim von Morgen
Heinrich-Joachim von Morgen (tudi Heinrich-Jürgen von Morgen), nemški dirkač, * 1902, Berlin, Nemčija, † 28. maj 1932, Nürburg, Nemčija.
Heinrich-Joachim von Morgen se je rodil leta 1902 v Berlinu. Na dirkah za Velike nagrade je debitiral v sezoni 1927, ko je z dirkalnikom Amilcar odstopil na dirki Eifelrennen. Z enakim dirkalnikom je nastopil tudi na dirki za Veliko nagrado Nemčije v naslednji sezoni 1928, ko je ponovno odstopil. V sezoni 1930 je prestopil v moštvo Automobiles Ettore Bugatti, kjer je dirkal z dirkalnikoma Bugatti T35B in Bugatti T35C. Že na prvi dirki v novem moštvu za Veliko nagrado Rima je dosegel tretje mesto, na naslednji dirki za Veliko nagrado Lyona drugo, na tretji dirki za novo moštvo Eifelrennen pa je dosegel svojo prvo zmago v karieri. Po enem odstopu je še svojo drugo in zadnjo zmago dosegel na dirki za Veliko nagrado Masaryka, ki si jo je delil s Hermannom zu Leiningenom. Sezono 1931 je začel s petim mestom na dirki za Veliko nagrado Tunisa, nato je po odstopu na dirki za Veliko nagrado Monaka dosegel tretje mesto na dirki za 1931 Alessandrie in drugo mesto na dirki Eifelrennen. Na dirki za Veliko nagrado Nemčije je ponovno odstopil, dosegel pa je še drugo mesto na dirki Avusrennen in tretje mesto na dirki za Veliko nagrado Masaryka. V sezoni 1932 je dirkal kot privatnik Bugattija. Po dveh odstopih in tretjem mestu na dirki za Veliko nagrado Rima, se je na prostem treningu pred dirko Eifelrennen na dirkališču Nürburgring smrtno ponesrečil.